# Cocodrie (Louisiane)
Cocodrie est une communauté non incorporée située dans la paroisse de Terrebonne en Louisiane, aux États-Unis.

## Histoire
La toponymie Cocodrie de cette communauté est une déformation du mot crocodile par les habitants Cajuns parlant toujours le français cadien depuis la période de la colonisation de la Louisiane française. Les Cajuns appellent Cocodrie « la fin du monde », parce que la route s'arrête à la hauteur de la Marina Bourdreaux et il n'y a plus rien au-delà sinon la mer parsemée d'îlots, témoignages des anciennes limites de la côte.
Cocodrie est le siège de l'université maritime de Louisiane (Louisiana Universities Marine Consortium).
Le 1er septembre 2008 Cocodrie a grandement souffert de l'ouragan Gustav qui a ravagé les terres en détruisant les levées protectrices et fait reculer la côte louisianaise longeant le golfe du Mexique.

## Géographie
Cocodrie est située à une quinzaine de kilomètres au sud de Montegut et de Chauvin ainsi qu'au sud-est de Dulac et à l'ouest de Pointe-aux-Chênes.
Cocodrie longe la baie Cocodrie (Cocodrie Bay), la baie la Fleur (La Fleur Bay) et la baie Négresse (Negresse Bay) qui s'ouvrent sur le lac La Graisse (Lake La Graisse) et le lac Saint-Jean-Baptiste (Lake saint Jean Baptiste). Cocodrie communique au Sud avec la baie Couteau (Couteau Bay), la baie Chaland (Chaland Bay), la baie Tambour (Tambour Bay) et la baie Troiscent Piquets (Troiscent Piquets Bay) qui s'ouvrent sur la vaste baie de Terrebonne face aux îles Timbalier.

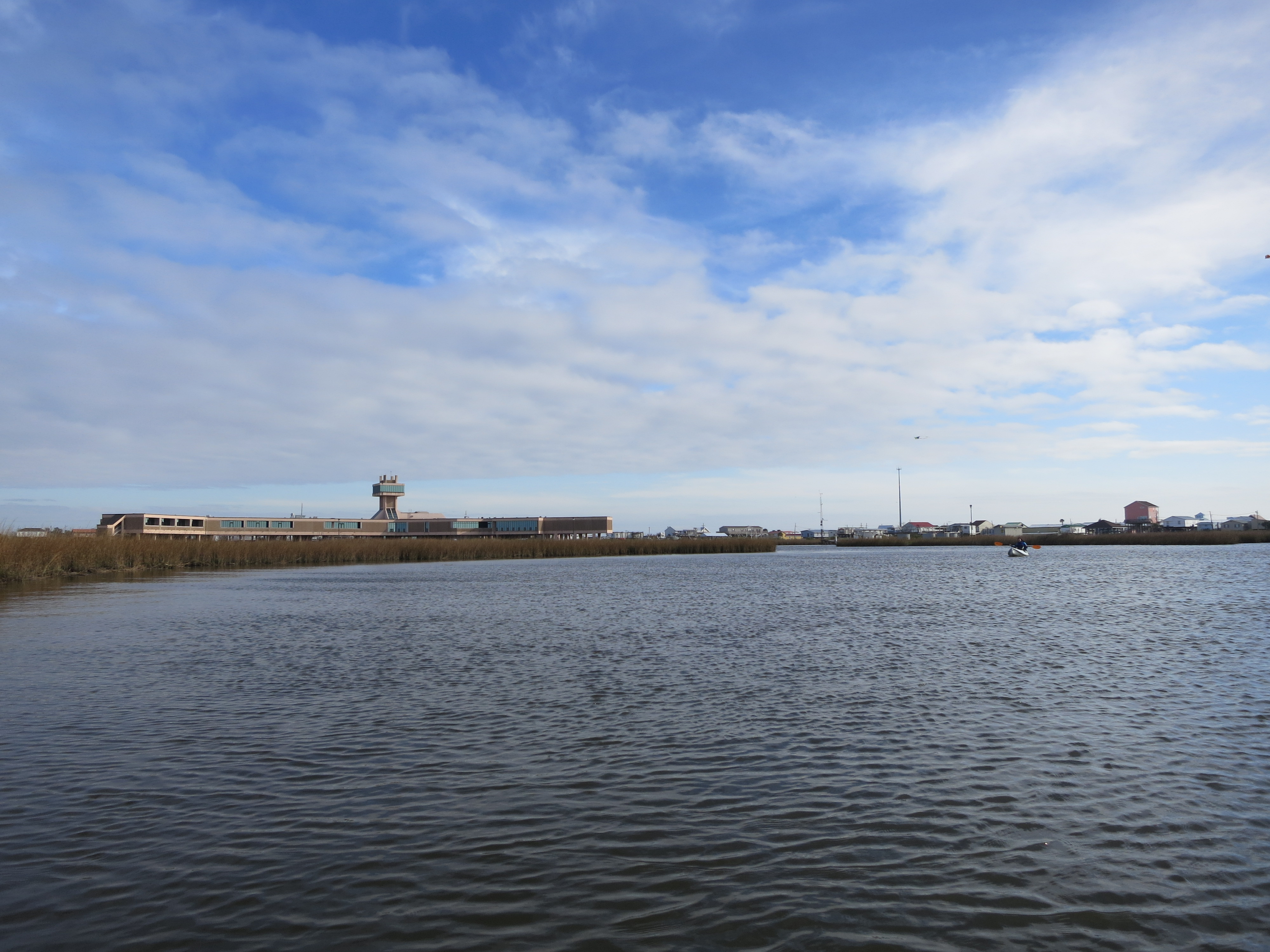
Vue de l'université maritime de Louisiane (Louisiana Universities Marine Consortium).
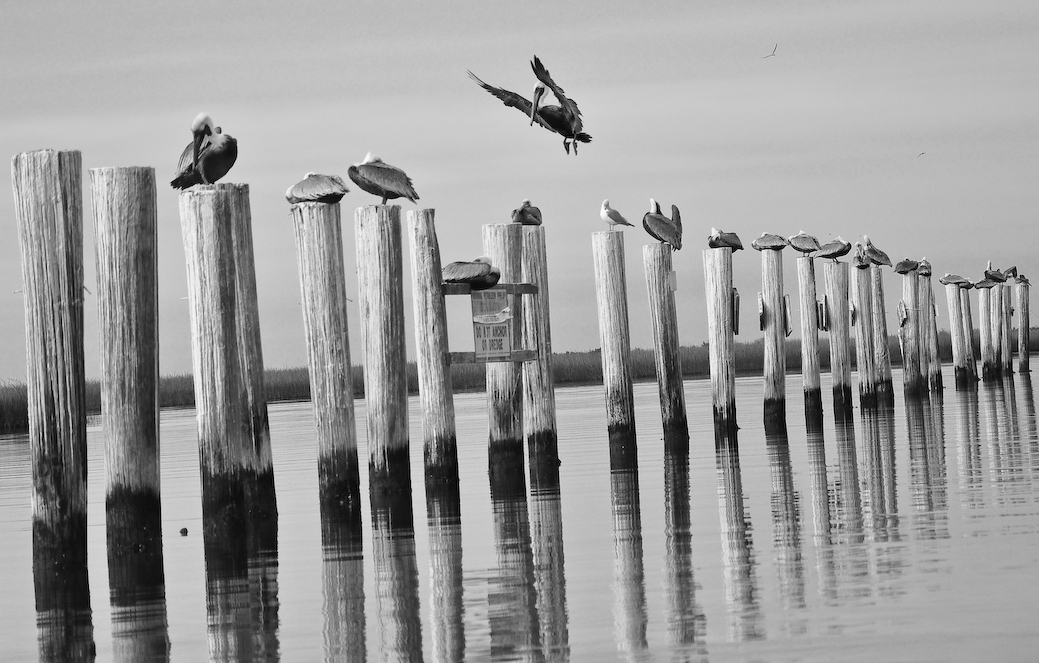
Pélicans sur les pontons à Cocodrie.